# 楠山秀吉
楠山 秀吉（くすやま ひできち、1891年（明治24年）11月21日 - 1941年（昭和16年）12月3日）は、大日本帝国陸軍軍人。最終階級は陸軍中将。功三級

## 経歴
1891年（明治24年）に和歌山県で生まれた。大阪陸軍幼年学校、陸軍士官学校第27期、陸軍大学校第39期卒業。イギリス駐在を経て、1934年（昭和9年）10月に陸軍省人事局補任課高級課員に就任した。陸大卒業後は補任課勤務が続き、同課高級課員時代には辣腕を振るったことから「道鏡」のあだ名が付いたという。1937年（昭和12年）10月8日に歩兵第31連隊長に転じ、11月1日に陸軍歩兵大佐に進級した。1939年（昭和14年）3月に第9師団参謀長に就任した。
1940年（昭和15年）12月2日に陸軍少将進級と同時に第1軍参謀長に着任。田中隆吉の後を継いで「対伯工作」に関与し、1941年（昭和16年）9月11日に汾陽で山西軍側の趙承綬らと停戦協定を結んだ。同年12月1日に独立混成第17旅団長（第13軍）に就任したが、12月3日に華北で殉職した。同日任陸軍中将。